# Margit Persson
Alva Margit Persson, född 22 november 1917 i Ivö församling, Kristianstads län, död 30 april 2015 i Västra och Östra Vrams församling, Skåne län, var en svensk målare. 
Hon studerade konst för Arbman och Bertil Landelius i Kristianstad och under studieresor till Danmark, Frankrike och Spanien. Hennes konst består av religiöst inspirerade målningar med motiv från den kristna symbolvärlden och de primitiva folkens mytologi samt skildringar från västkusten. Persson är representerad vid Fornby folkhögskola i Borlänge, Uppsala läns landsting, Ulleråkers sjukhus, Chalmers i Göteborg samt Gränna församling.